# Децебал
Децебал је последњи краљ Дачана који је владао у раздобљу од 87. до 106. године. После готово једног века неслоге, ујединио је дачанска племена и дуго је успешно одолевао римској експанзији. Године 85. и 86. Децебал је прелазио Дунав и пљачкао његову десну обалу. До појаве императора Трајана, Римљани су плаћали данак Дачанима. Али, и поред све упорности, није се могао одупрети надмоћној војсци цара Трајана, која је у два наврата продрла у земљу Дачана. После пада дачанске престонице Сармигетуса 105. године, Децебал је наставио отпор на северу земље. Након што је био опкољен, извршио је самоубиство. Тиме је нестала и самосталност Дачана, а њихова земља постала је римска провинција Дакија.
Децебалово право име је било Диурпанеј, али је након победа у ратовима током 84—85. године против Римљана, назван Децебал што вероватно значи „снага Дачана“ (balus је изведено из индоевропског корена *бал чије значење је снага и Деце што је вероватно генитив множине речи Даци, а у преводу би значило Дачана или од Дачана).